# 150 г. пр.н.е.
150 (сто и петдесета) година преди новата ера (пр.н.е.) е година от доюлианския (Помпилийски) римски календар.

## Събития

### В Римската република
- Консули са Тит Квинкций Фламинин и Маний Ацилий Балб.
- Сервий Сулпиций Галба побеждава лузитаните като ги измамва с лъжливи предложения за мир и избива голяма част от тях. Сред оцелелите е Вириат, който впоследствие повежда ново въстание срещу Рим.[1]
- Задържаните като заложници в Италия ахейци са освободени.[1]
- Утика отхвърля картгенския контрол и официално се подчинява на Рим.[2][1]

### В Азия
- Деметрий I Сотер е победен в гражданската война от претендента за престола на Селевкидите Александър I Балас.[2] Балас се жени за Клеопатра Теа.

### В Африка
- Нумидийците атакуват територията на Картаген и обсаждат град Ороскопа. Картагенците събират армия от 25 000 пехота и 400 конника без да чакат одобрението на Рим и отблъскват атакуващите.[1]
- Сципион Емилиан, който е изпратен от Рим да договори получаването на слонове за армията от нумидийците, предлага да посредничи за уреждане на конфликта, но не постига значим успех.[1]
- Опитите на картагенците да потушат недоволството на Рим от тези събития не срещат успех.[2]

## Родени
- Зенон Сидонски, епикурейски философ (умрял 75 г. пр.н.е.)

## Починали
- Деметрий I Сотер, владетел от династията на Селевкидите
- Митридат IV, цар на Понтийското царство